# Ulla Larsson
Ulla Larsson (11 januari 1930) is een schaatsster uit Zweden.

## Resultaten

### Wereldkampioenschappen
| Jaar | Jaar     | Plaats | Resultaten   | Resultaten                                 |
| ---- | -------- | ------ | ------------ | ------------------------------------------ |
| 1948 | Allround | Turku  | 10e Allround | 10e 500 m 11e 1000 m 11e 3000 m 11e 5000 m |

## Persoonlijke records
| Afstand    | Tijd     | Datum            | Baan  |
| ---------- | -------- | ---------------- | ----- |
| 500 meter  | 58,00    | 14 februari 1948 | Turku |
| 1000 meter | 2.07,10  | 14 februari 1948 | Turku |
| 3000 meter | 6.55,70  | 14 februari 1948 | Turku |
| 5000 meter | 11.56,20 | 14 februari 1948 | Turku |